# 모터레일

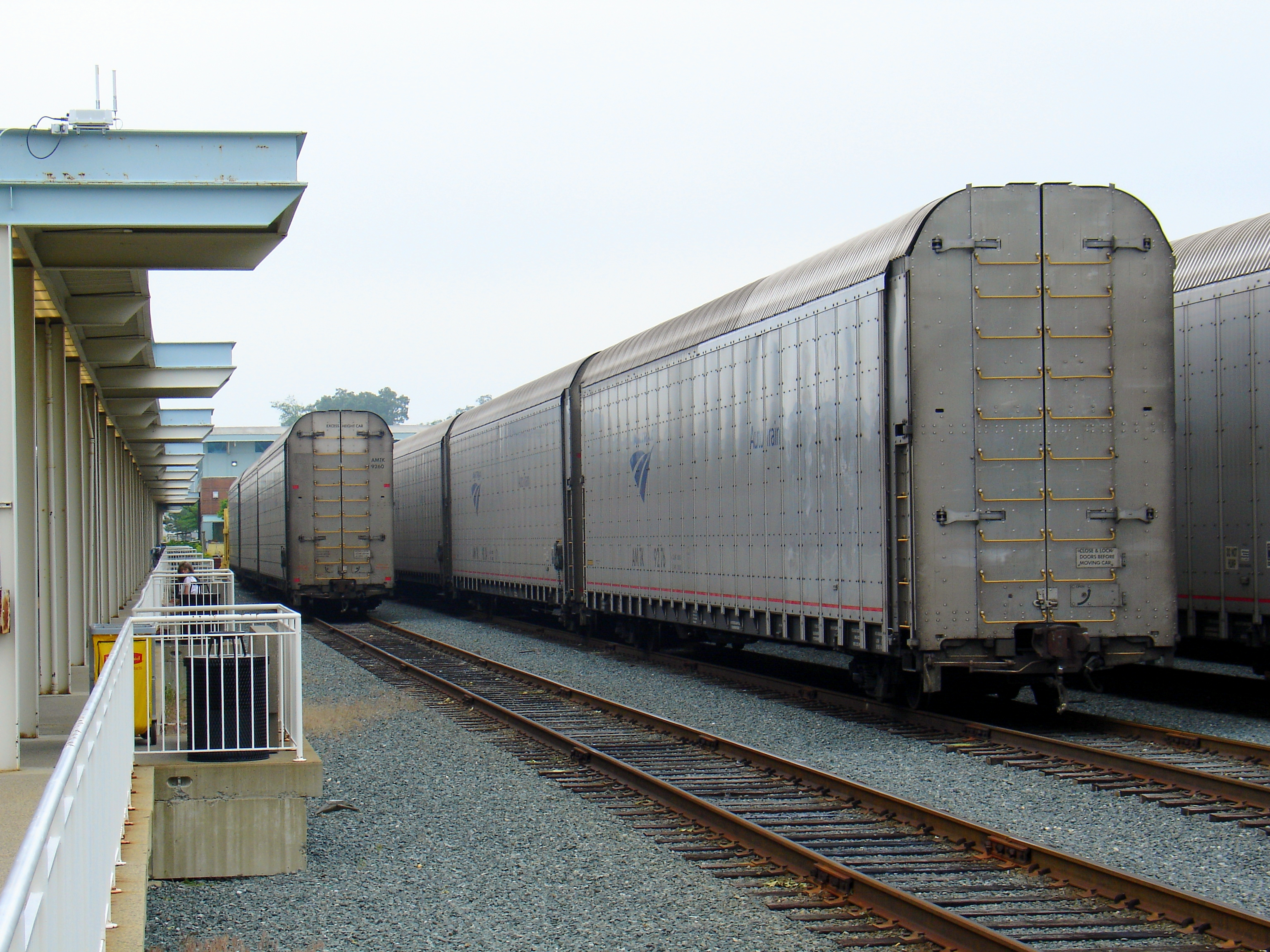

모터레일(Motorail)은 자동차와 여객을 한꺼번에 장거리 수송하기 위한 특수한 구조를 가진 열차이다. 특징상, 기관차, 객차, 차운차로 편성된 경우가 많은데 출발역에서 전용 플랫폼을 통해 차운차에 자동차와 오토바이를 싣고 승객의 경우 플랫폼을 통해 객차에 탑승하는 경우가 많다. 주로 무정차 노선이 많기 때문에 중간에 정차하지 않는 것이 특징이다.

## 나라별 모터레일

### 오스트레일리아
인디안 퍼시픽, 더 간, 더 오버랜드가 있다.

### 미국
오토트레인이 있으며 버지니아 로튼 로튼 역 (워싱턴 D.C.)과 플로리다 샌포드 샌포드 역 (올랜도)까지 운행한다. 종종 심각한 정체가 일어나는 주간고속도로 제95호선을 피해 운전자의 수고를 덜어준다는 장점이 있다.